# Das Rote Kreuz
Das Rote Kreuz war eine österreichische Monatszeitung. Sie erschien von 1905 bis 1917 monatlich in Brünn. Die Verleger des Roten Kreuzes haben sich über die Jahre immer wieder neu zusammengesetzt. Dazu zählen die drei Unternehmen Karafiat, Burkart und Klär. Mit der Redaktion war der Kaiserliche Rat Hermann Heller betraut. Der Titelzusatz der Zeitung lautete von 1905 bis 1913 folgendermaßen: Zentral-Organ für alle Wohlfahrts- und Wohltätigkeitsbestrebungen. Offizielle Zeitschrift des patriotischen Landes- und Frauenhilfsvereines vom Roten Kreuze für Mähren, des Vereines Kaiser Franz Josef-Mädchen-Blindenheim in Brünn und des Landesvereines zur Bekämpfung der Tuberkulose in Mähren.